# Lijst van personen overleden in juni 2019
Dit is een lijst van bekende personen die zijn overleden in juni 2019.

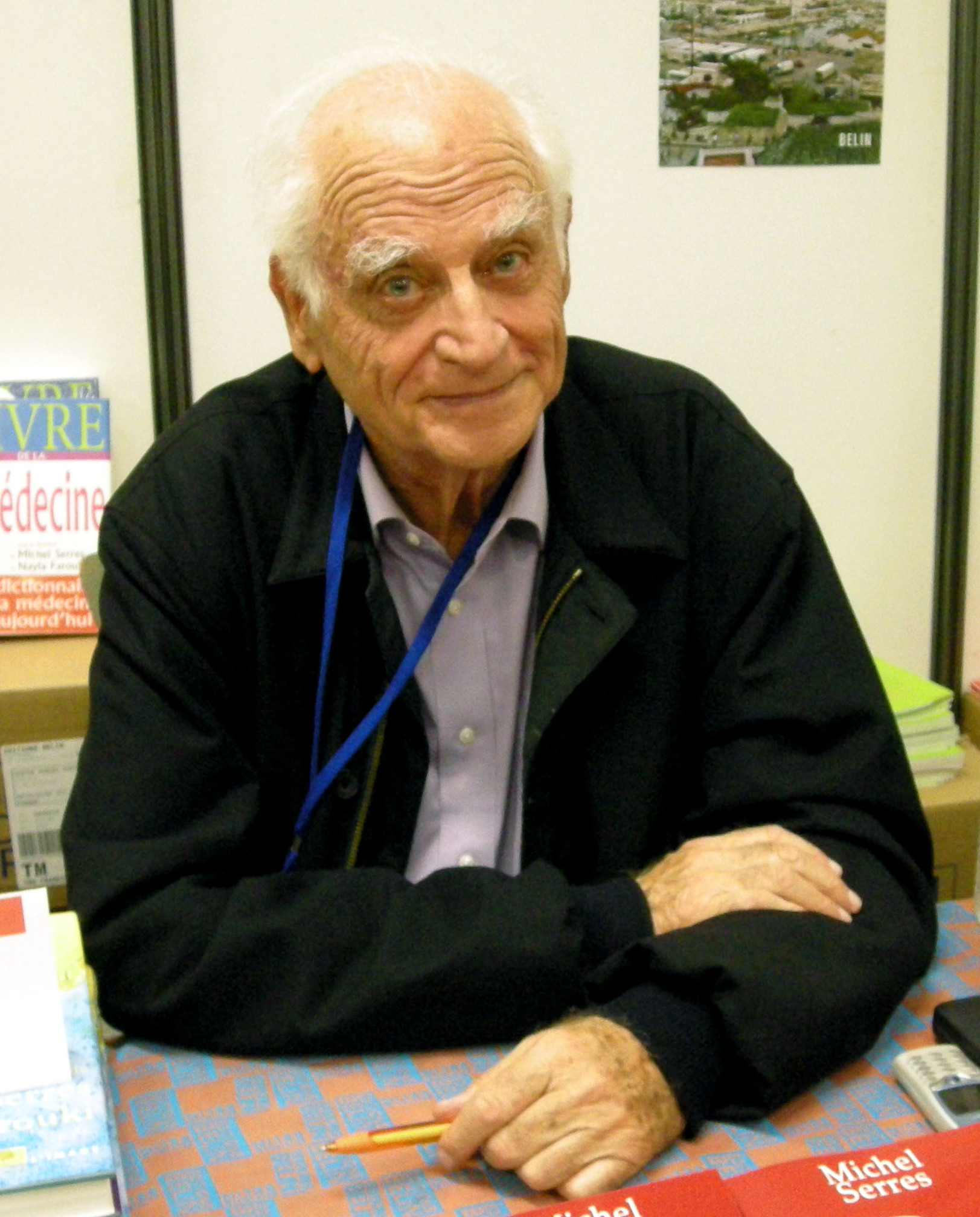
Michel Serres
1 juni

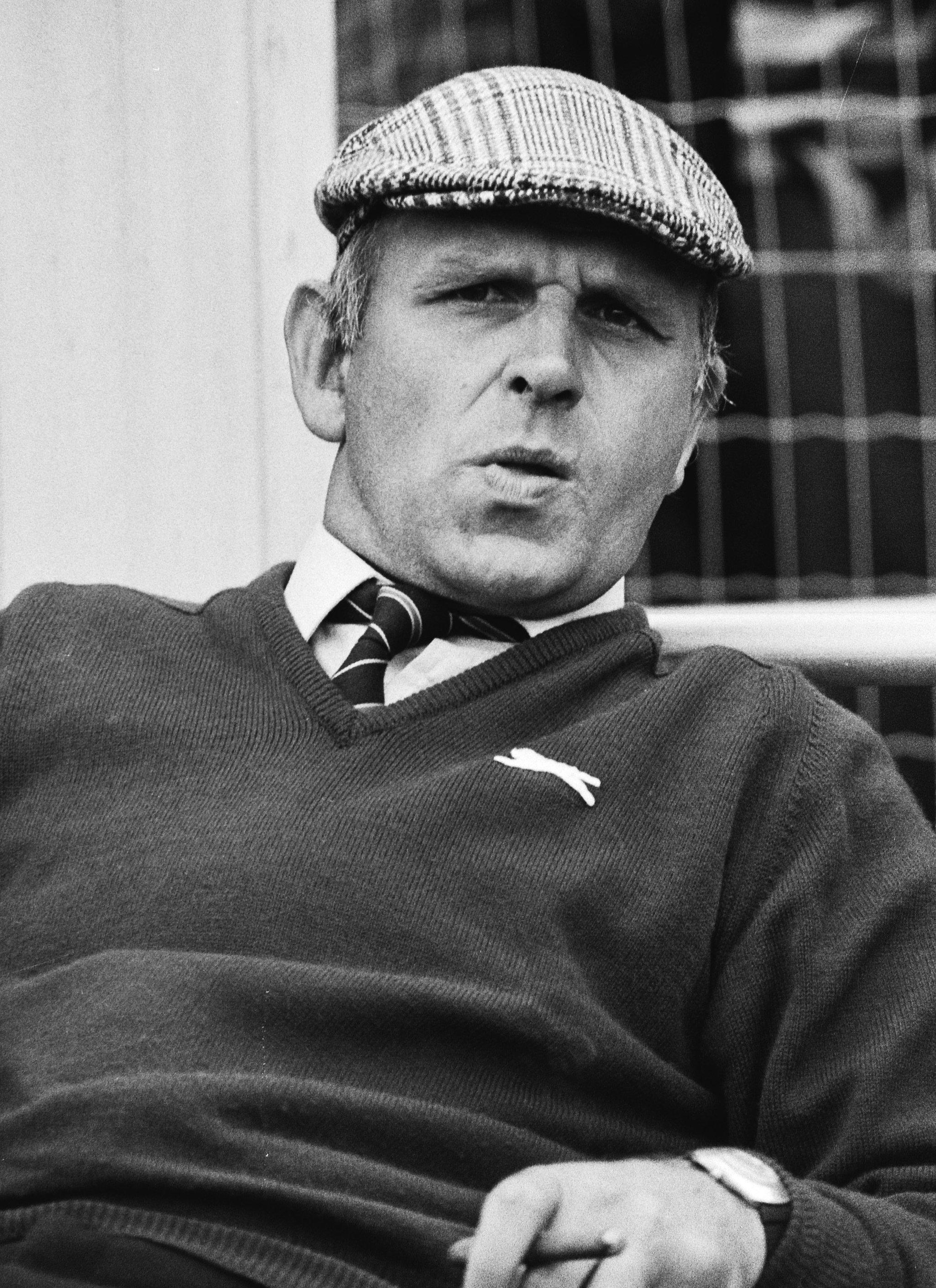
Barry Hughes
2 juni

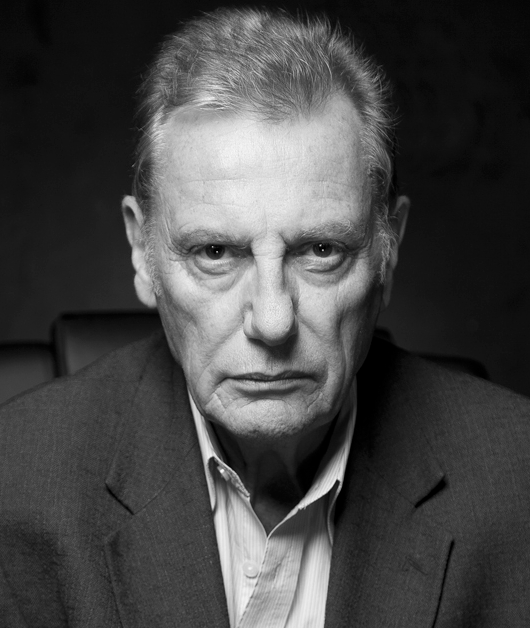
Paul Darrow
3 juni

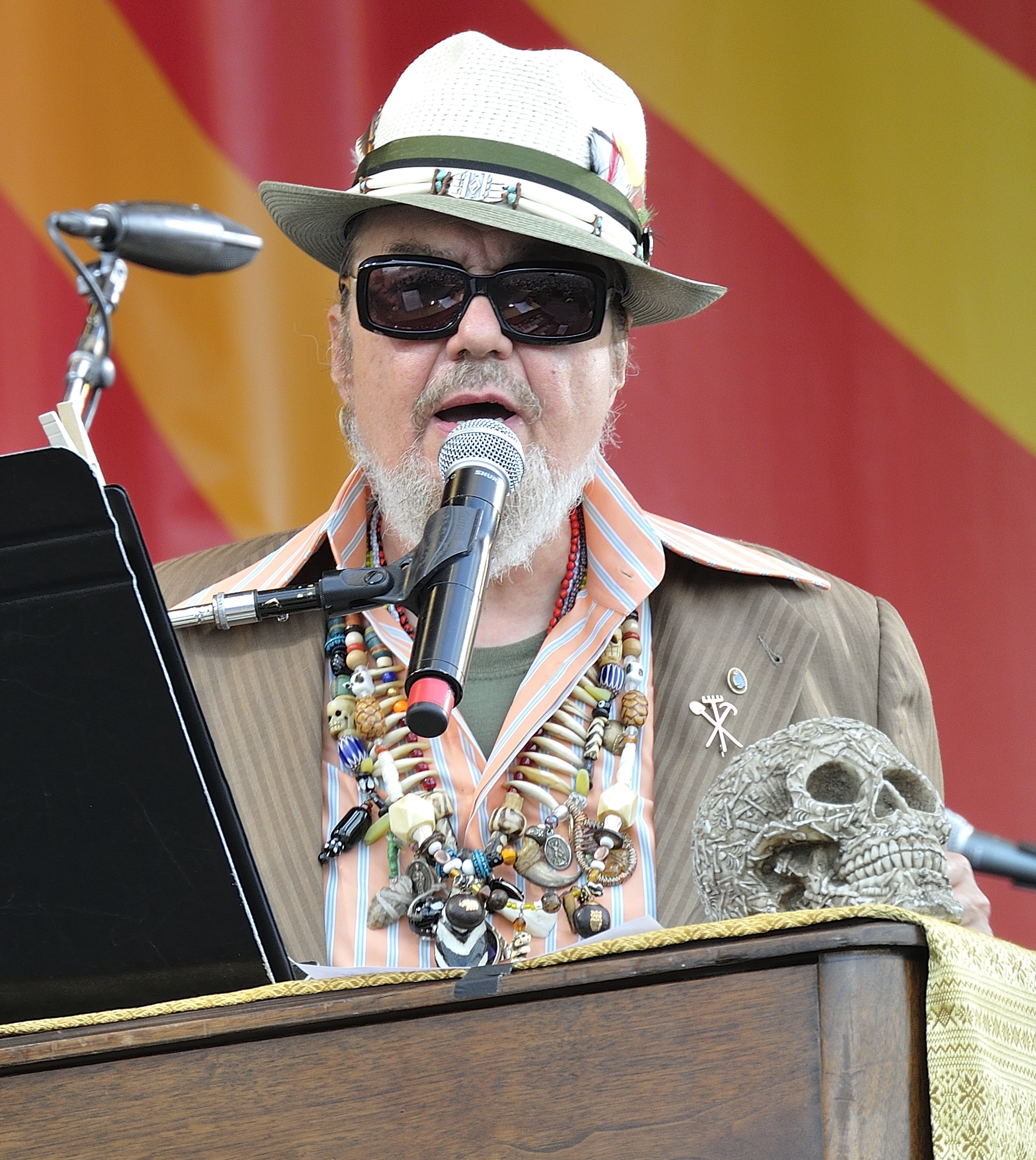
Dr. John
6 juni

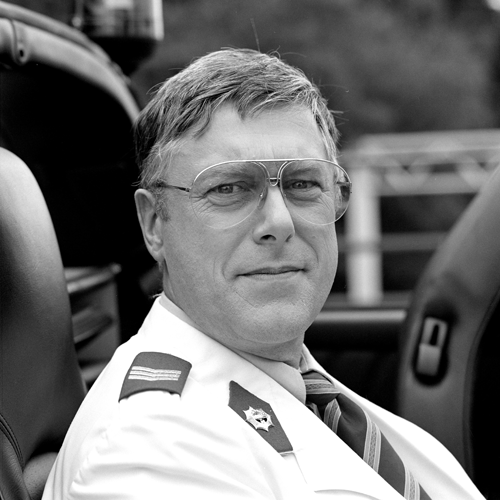
Rob van Rees
6 juni

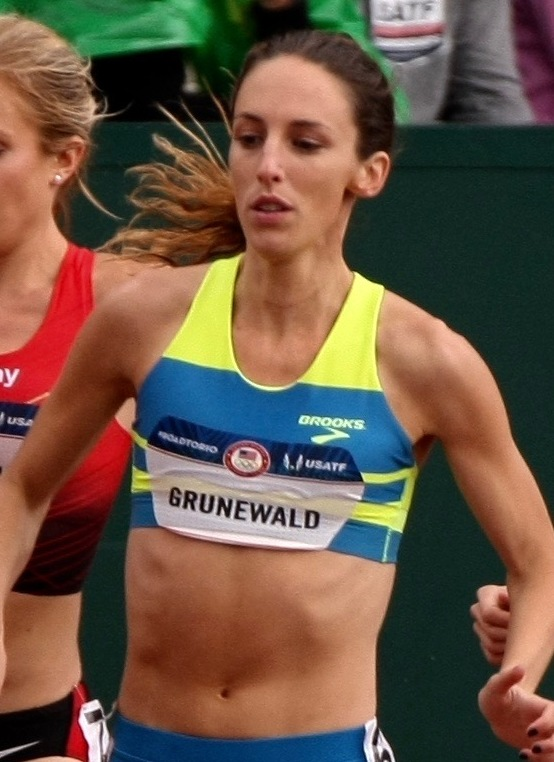
Gabriele Grunewald
11 juni

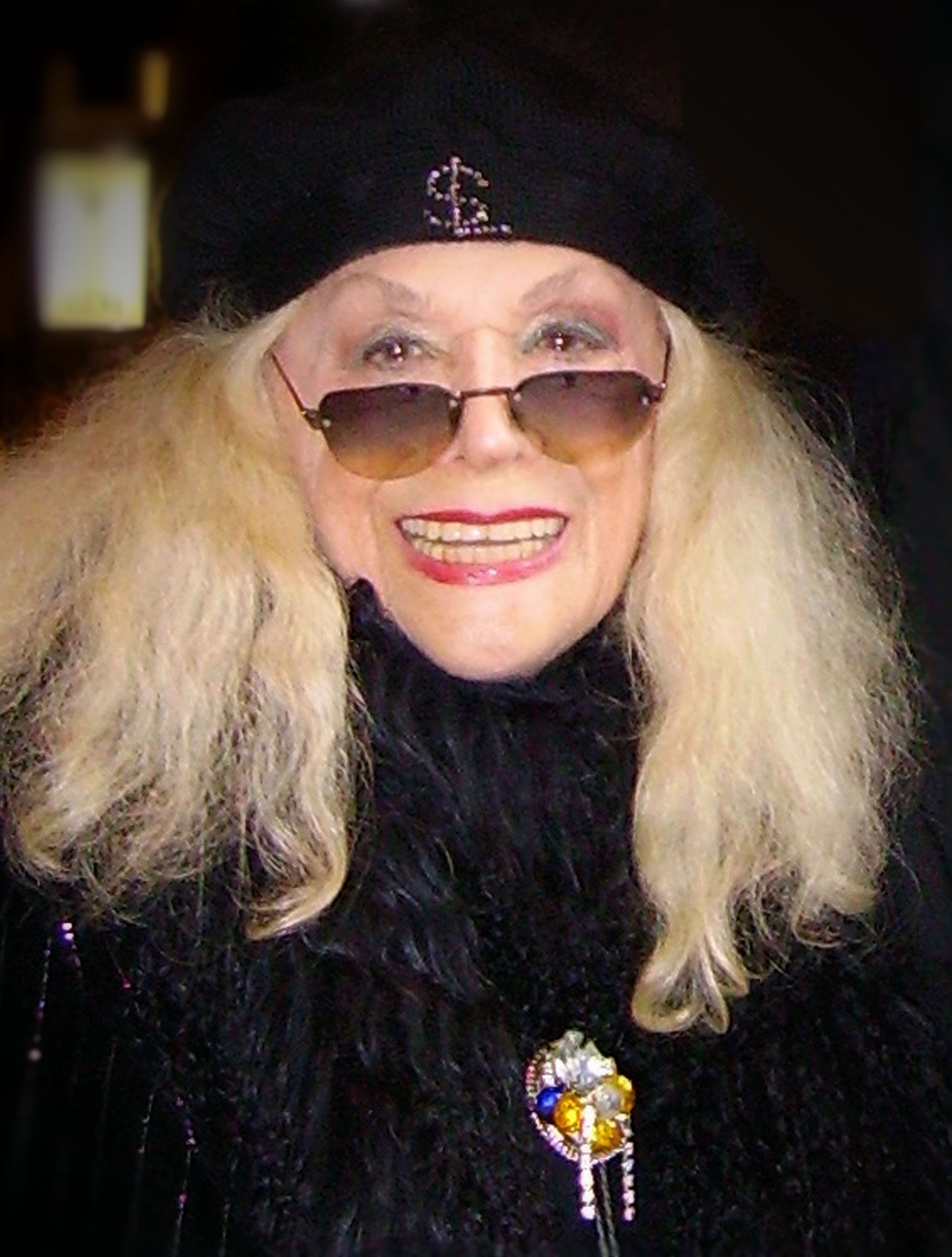
Sylvia Miles
12 juni

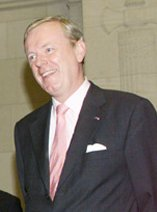
Armand De Decker
12 juni

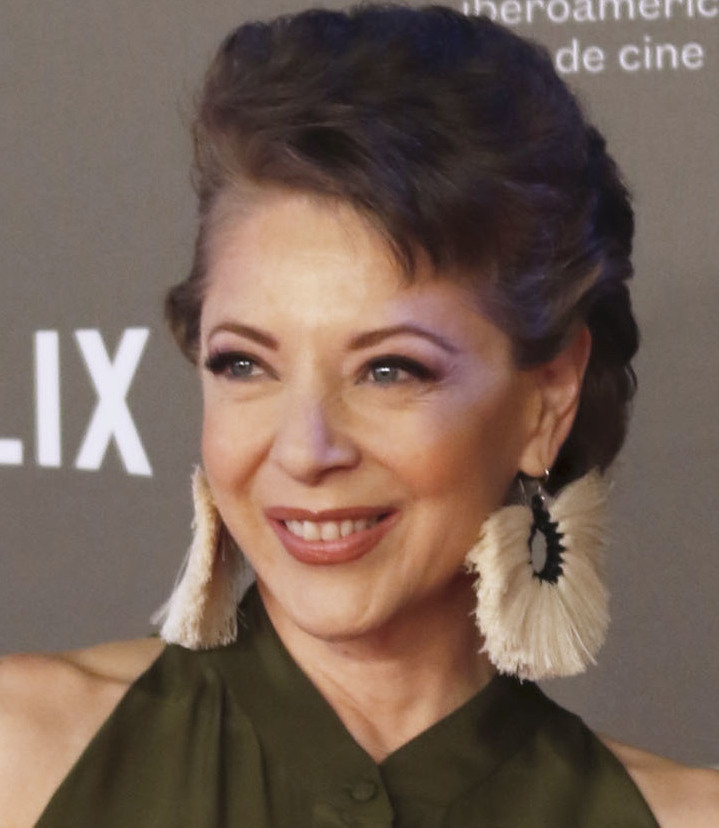
Edith González
13 juni

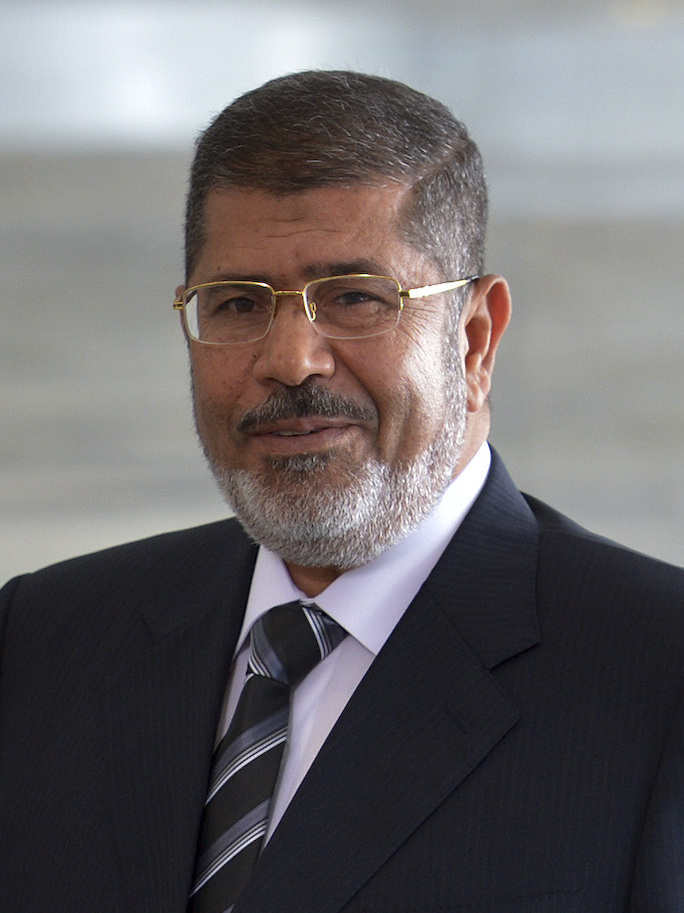
Mohamed Morsi
17 juni

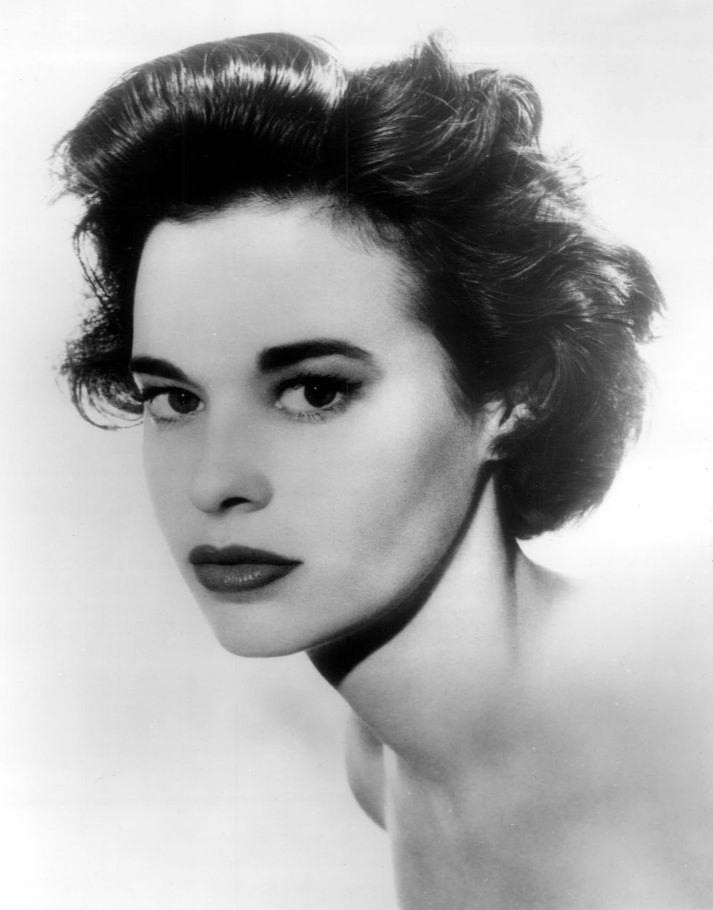
Gloria Vanderbilt
17 juni

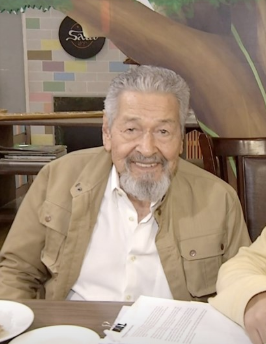
Eddie Garcia
20 juni

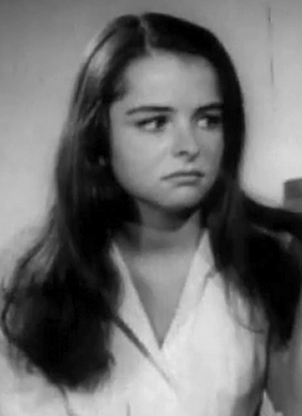
Susan Bernard
21 juni

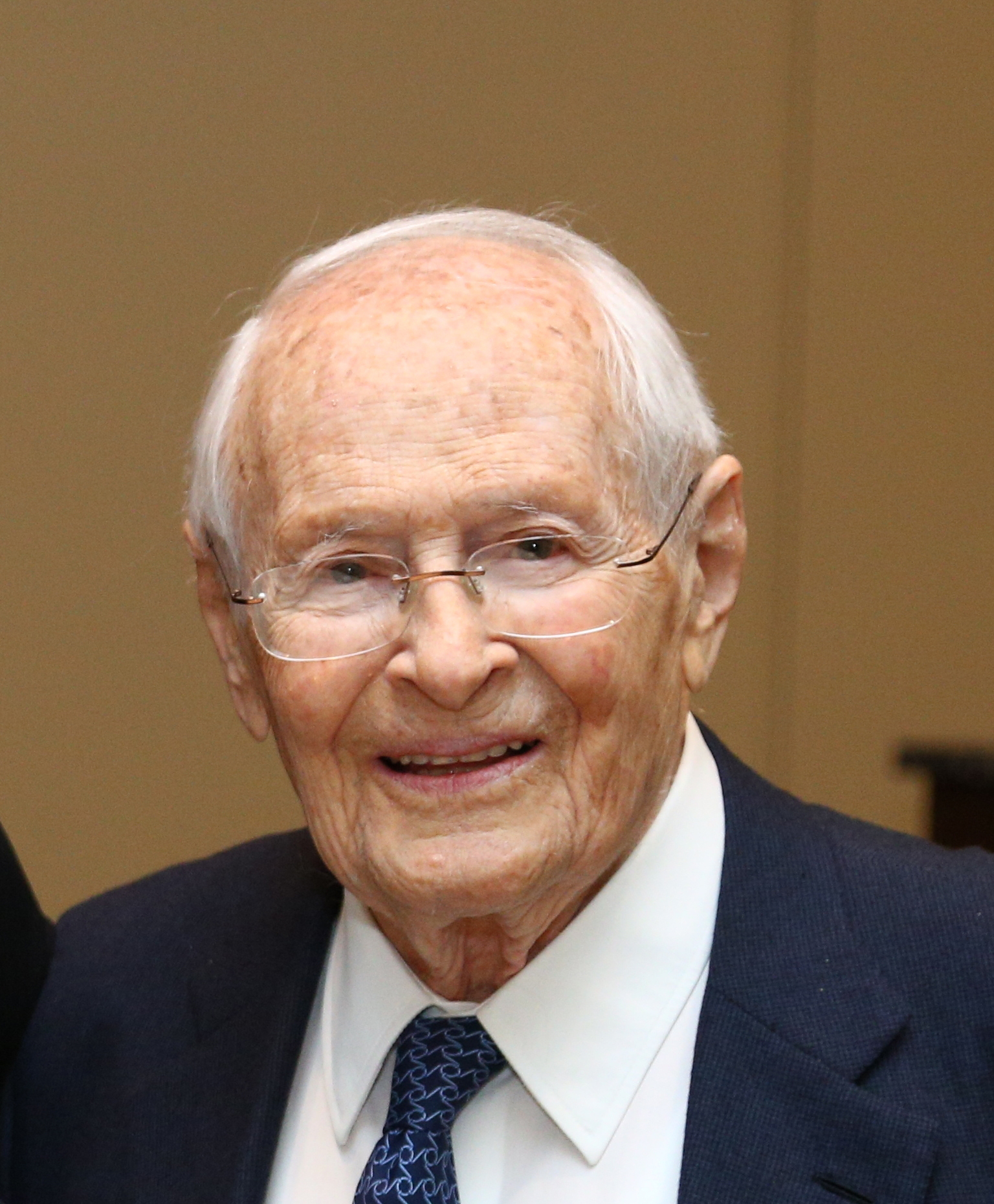
George Rosenkranz
23 juni

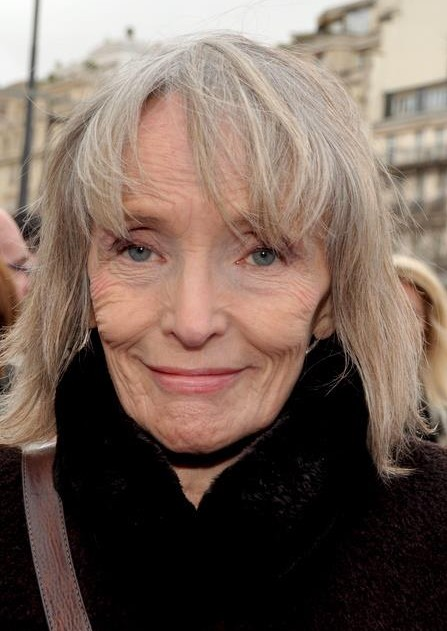
Édith Scob
26 juni

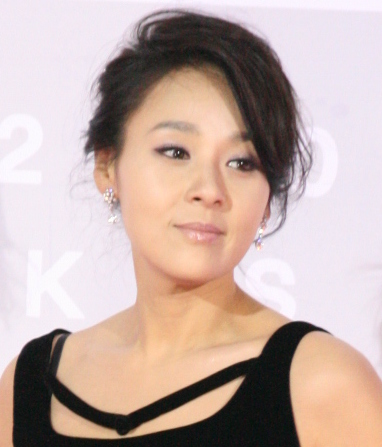
Jeon Mi-seon
29 juni

| 1 | 2 | 3 | 4 | 5 | 6 | 7 | 8 | 9 | 10 | 11 | 12 | 13 | 14 | 15 | 16 | 17 | 18 | 19 | 20 | 21 | 22 | 23 | 24 | 25 | 26 | 27 | 28 | 29 | 30 |
| - | - | - | - | - | - | - | - | - | -- | -- | -- | -- | -- | -- | -- | -- | -- | -- | -- | -- | -- | -- | -- | -- | -- | -- | -- | -- | -- |

### 1 juni
- Karel Deurloo (83), Nederlands theoloog[1]
- Guido Kopp (53), Duits voetballer[2]
- José Antonio Reyes (35), Spaans voetballer[3]
- Michel Serres (88), Frans filosoof en wetenschapshistoricus[4]
- Fons van de Vijver (66), Nederlands psycholoog[5]

### 2 juni
- Yannick Bellon (95), Frans cineaste en scenariste[6]
- Alistair Browning (65), Nieuw-Zeelands acteur[7]
- Luís Alberto da Silva Lemos (66), Braziliaans voetballer en trainer[8]
- Barry Hughes (81), Welsh voetballer, voetbaltrainer en zanger[9]
- Ken Matthews (84), Brits atleet[10]
- Walter Lübcke (65), Duits politicus[11]
- Alan Rollinson (76), Brits autocoureur[12]
- Semjon Rosenfeld (96), Israëlisch laatste overlevende kamp Sobibór[13]

### 3 juni
- Hans Ankum (88), Nederlands jurist en hoogleraar[14]
- Agustina Bessa-Luís (96), Portugees schrijfster[15]
- Paul Darrow (78), Brits acteur en auteur[16]
- Fabrizio Fabbri (70), Italiaans wielrenner[17]
- Hanske Evenhuis-van Essen (97), Nederlands politica[18]
- Makoto Fujiwara (81), Japans beeldhouwer[19]
- Jure Jerković (69), Joegoslavisch voetballer[20]
- Woizlawa Feodora zu Mecklenburg (100), Duits prinses van Mecklenburg[21]
- Ruma Guha Thakurta (84), Indiaas actrice en playbackartiest[22]
- Stanley Tigerman (88), Amerikaans architect en designer[23]

### 4 juni
- Lennart Johansson (89), Zweeds voetballer en sportbestuurder[24]
- Ed van Opzeeland (91), Nederlands sportjournalist[25]
- Barend Schuurman (81), Nederlands cantor en dirigent[26]
- Rinaldo Traini (88), Italiaans stripauteur en -promotor[27]

### 5 juni
- Leo Houtsonen (60), Fins voetballer[28]
- Elio Sgreccia (90), Italiaans bisschop en kardinaal[29]
- Peter Toogood (89), Australisch golfspeler[30]

### 6 juni
- Dr. John (77), Amerikaans zanger, songwriter en pianist[31]
- Alexander Kuznetsov (59), Russisch-Amerikaans acteur[32]
- Rolf Maurer (81), Zwitsers wielrenner[33]
- Rob van Rees (80), Nederlands politieman en presentator[34]
- Carl Schell (91), Zwitsers acteur[35]

### 7 juni
- Nonnie Griffin (85), Canadees actrice[36]
- Narciso Ibáñez Serrador (83), Spaans filmregisseur[37]
- Tony Rodham (65), Amerikaans adviseur en zakenman[38]
- Rob Mok (87), Nederlands jurist[39]
- Erik Norström (83), Zweeds componist, saxofonist[40]

### 8 juni
- Guy Bois (84), Frans historicus[41]
- Norman Dewis (98), Brits autocoureur[42]
- Justin Edinburgh (49), Brits voetballer[43]
- Frances Gouda (69), Nederlandse historica[44]
- Renée Le Calm (100), Frans actrice[45]
- Wim Mateman (74), Nederlands politicus[46]

### 9 juni
- Wim Betz (76), Belgisch arts en hoogleraar[47]
- Yves Bot (71), Frans magistraat[48]
- Bushwick Bill (52), Jamaïcaans-Amerikaans rapper en muziekproducer[49]
- Maryon Kantaroff (85), Canadees beeldhouwster[50]
- Juhani Wahlsten (81), Fins ijshockeyspeler[51]
- William D. Wittliff (79), Amerikaans scenarioschrijver[52]

### 10 juni
- Evert Bolt (84), Nederlands beeldhouwer en schilder[53]
- Aaltje Emmens-Knol (73), Nederlands burgemeester[54]
- Chuck Glaser (83), Amerikaans countryzanger[55]
- Sven-David Sandström (76), Zweeds componist, musicoloog, kunsthistoricus en muziekpedagoog[56]
- Rob Schaeffer (81), Nederlands politicus[57]
- Peter Whitehead (82), Brits schrijver en regisseur[58]

### 11 juni
- Yves Delsarte (90), Belgisch basketbalspeler[59]
- Gabriele Grunewald (32), Amerikaans atlete[60]
- Valeria Valeri (97), Italiaans actrice[61]

### 12 juni
- Armand De Decker (70), Belgisch politicus[62]
- Philomena Lynott (88), Iers schrijfster en onderneemster[63]
- Sylvia Miles (94), Amerikaans actrice[64]
- Elfriede Ott (94), Oostenrijks actrice en zangeres[65]
- Klaas Vriend (67), Nederlands langebaanschaatser[66]

### 13 juni
- Edith González (54), Mexicaans actrice[67]
- Sean McCann (83), Canadees acteur[68]
- Joyce Pensato (77), Amerikaans kunstschilderes[69]
- Rosario Parmegiani (82), Italiaans waterpolospeler[70]
- Nico van Vliet (92), Nederlands journalist en radiomaker[71]
- Wilhelm Wieben (84), Duits nieuwslezer, journalist en auteur[72]

### 14 juni
- Maurice Bénichou (76), Frans acteur[73]
- Ricardo Migliorisi (71), Paraguayaans schilder, kostuumontwerper, decorontwerper en architect[74]
- Mahfoudh Romdhani (72), Belgisch parlementariër[75]
- Jacques Tonnaer (87), Nederlands politicus[76]

### 15 juni
- Maurice Bénichou (76), Frans acteur en regisseur[77]
- Wilhelm Holzbauer (88), Oostenrijks architect[78]
- Charles A. Reich (91), Amerikaans juridisch en sociaal wetenschapper en schrijver[79]
- Franco Zeffirelli (96), Italiaans filmregisseur[80]

### 16 juni
- Menno Boerema (61), Nederlands filmeditor[81]
- Randall Christensen (60), Amerikaans kledingontwerper[82]
- Erzsébet Gulyás-Köteles (94), Hongaars atlete[83]
- Suzan Pitt (76), Amerikaans film-animator en -schilderes[84]
- Francine Shapiro (71), Amerikaans psychologe[85]

### 17 juni
- Philipp Bobkov (93), Russisch inlichtingenofficier[86]
- Mohamed Morsi (67), president van Egypte[87]
- Clemens Roothaan (100), Nederlands-Amerikaans natuurkundige en informaticus[88]
- Gloria Vanderbilt (95), Amerikaans socialite, kunstenares en modeontwerpster[89]
- Henk Vonk (77), Nederlands voetballer en voetbaltrainer[90]

### 18 juni
- Milton Quon (105), Amerikaans tekenaar en acteur[91]
- Maria Giuseppa Robucci-Nargiso (116), Italiaans supereeuwelinge[92]

### 19 juni
- Willem van Eijk (77), Nederlands seriemoordenaar[93]
- Loek Kessels (87), Nederlands schrijfster en journaliste[94]
- Twan de Vos (57), Nederlands beeldend kunstenaar[95]
- Philippe Zdar (52), Frans muzikant[96]

### 20 juni
- Hans Ernst (72), Nederlands circuit-eigenaar[97]
- Eddie Garcia (90), Filipijns acteur en regisseur[98]
- Hans Hoetink (90), Nederlands kunsthistoricus en museumdirecteur[99]
- Rubén Suñé (72), Argentijns voetballer[100]
- Nora Tilley (67), Belgisch actrice[101]

### 21 juni
- Susan Bernard (71), Amerikaans actrice, model, auteur[102]
- Dimitris Christofias (72), Grieks-Cypriotisch president[103]
- Elliot Roberts (72), Amerikaans muziekmanager en platenbaas[104]

### 22 juni
- Thalles (24), Braziliaans voetballer[105]
- Judith Krantz (91), Amerikaans schrijfster[106]
- Zdeněk Remsa (90), Tsjechisch schansspringer[107]
- Jolene Watanabe (50), Amerikaans tennisster[108]

### 23 juni
- William F. Brown (91), Amerikaans toneelschrijver[109]
- Dave Bartholomew (100), Amerikaans jazzmuzikant en componist[110]
- Spiro Malas (86), Grieks-Amerikaans operazanger[111]
- Stephanie Niznik (52), Amerikaans actrice[112]
- George Rosenkranz (102), Hongaars-Mexicaans chemicus en bridgespeler[113]
- Willem Smitt (80), Nederlands journalist[114]
- Akky van der Veer (75), Nederlands schrijfster[115]

### 24 juni
- Graham Barnett (83), Brits voetballer[116]
- Billy Drago (73), Amerikaans acteur[117]

### 25 juni
- Simon de Bree (82), Nederlands bestuurder[118]
- Bruno de Keyzer (69), Frans cameraregisseur[119]
- Bryan Marshall (81), Brits acteur[120]
- Isabel Sarli (89), Argentijns actrice en glamourmodel[121]

### 26 juni
- Fletcher Benton (88), Amerikaans schilder en beeldhouwer[122]
- Babis Holidis (62), Grieks worstelaar[123]
- Ivan Cooper (75), Noord-Iers politicus en mensenrechtactivist[124]
- Douglas Fielding (73), Brits acteur[125]
- Leo Schoots (73), Nederlands burgemeester en politicus[126]
- Édith Scob (81), Frans actrice[127]
- Max Wright (75), Amerikaans acteur[128]

### 27 juni
- Broer Bogaart (74), Nederlands drummer[129]
- Lili Rosson (87), Amerikaans actrice[130]
- Louis Thiry (84), Frans organist en componist[131]

### 28 juni
- Paul Benjamin (81), Amerikaans acteur[132]
- Jean-Louis Chrétien (66), Frans filosoof, theoloog en hoogleraar[133]
- Ferdinand Heidkamp (74), Duits voetballer[134]
- Lisa Martinek (47), Duits actrice[135]

### 29 juni
- Yevheniya Dembska (98), Oekraïens actrice[136]
- Sanne Deurloo (51), Nederlands wetenschapsjournalist[137]
- Gary Duncan (72), Amerikaans muzikant[138]
- Florijana Ismaili (24), Zwitsers voetbalster[139] (datum van vermissing)
- Jeon Mi-seon (48), Zuid-Koreaans actrice[140]
- Jesper Langberg (78), Deens acteur[141]
- Guillermo Mordillo (86), Argentijns cartoonist[142]

### 30 juni
- Mitchell Feigenbaum (74), Amerikaans wiskundig fysicus[143]
- David Koloane (81), Zuid-Afrikaans beeldend kunstenaar en conservator[144]
- Borka Pavićević (72), Servisch dramaturge en columniste[145]
- Anne Vanderlove (75), Nederlands-Frans chansonnière[146]

### Datum onbekend
- Etika (29), Amerikaans youtuber[147]

januari ·
februari ·
maart ·
april ·
mei ·
juni ·
juli ·
augustus ·
september ·
oktober ·
november ·
december
1900 ·
1901 ·
1902 ·
1903 ·
1904 ·
1905 ·
1906 ·
1907 ·
1908 ·
1909 ·
1910 ·
1911 ·
1912 ·
1913 ·
1914 ·
1915 ·
1916 ·
1917 ·
1918 ·
1919 ·
1920 ·
1921 ·
1922 ·
1923 ·
1924 ·
1925 ·
1926 ·
1927 ·
1928 ·
1929 ·
1930 ·
1931 ·
1932 ·
1933 ·
1934 ·
1935 ·
1936 ·
1937 ·
1938 ·
1939 ·
1940 ·
1941 ·
1942 ·
1943 ·
1944 ·
1945 ·
1946 ·
1947 ·
1948 ·
1949 ·
1950 ·
1951 ·
1952 ·
1953 ·
1954 ·
1955 ·
1956 ·
1957 ·
1958 ·
1959 ·
1960 ·
1961 ·
1962 ·
1963 ·
1964 ·
1965 ·
1966 ·
1967 ·
1968 ·
1969 ·
1970 ·
1971 ·
1972 ·
1973 ·
1974 ·
1975 ·
1976 ·
1977 ·
1978 ·
1979 ·
1980 ·
1981 ·
1982 ·
1983 ·
1984 ·
1985 ·
1986 ·
1987 ·
1988 ·
1989 ·
1990 ·
1991 ·
1992 ·
1993 ·
1994 ·
1995 ·
1996 ·
1997 ·
1998 ·
1999 ·
2000 ·
2001 ·
2002 ·
2003 ·
2004 ·
2005 ·
2006 ·
2007 ·
2008 ·
2009 ·
2010 ·
2011 ·
2012 ·
2013 ·
2014 ·
2015 ·
2016 ·
2017 ·
2018 ·
2019 ·
2020 ·
2021 ·
2022 ·
2023 ·
2024 ·
2025